# Fortalesa de Gori
La fortalesa de Gori (en georgià, გორის ციხე) és una ciutadella medieval de Geòrgia, situada sobre la ciutat de Gori, en un pujol rocós. En l'actualitat està declarada com a Monument Cultural destacat de Geòrgia.(1)

## Història
Apareix per primera vegada en els registres documentals del segle xiii, però l'evidència arqueològica mostra que l'àrea ja havia estat fortificada en els últims segles abans de Crist. La fortalesa controlava les principals rutes estratègiques i econòmiques i albergava una gran guarnició. Al segle xvi, els otomans van capturar la fortalesa per abatre Tbilisi. Al 1598 els georgians la van assetjar en va; el 1599 van fingir una relaxació del lloc per a la quaresma abans de llançar un atac sorpresa de nit per recuperar la ciutadella. La fortalesa va continuar canviant de mans entre els georgians i perses durant el segle xvii.(1)
 

La ciutadella va adquirir la forma actual sota els reis georgians Rustam Khan Khosrow Mirza a la dècada de 1630 i Irakli II el 1774. Després de l'annexió russa de Geòrgia el 1801, la fortalesa va ser ocupada per un batalló de granaders russos, però la seva importància va disminuir gradualment i les fortificacions van desaparèixer. L'Enciclopèdia Britànica Metropolitana va informar el 1845:
| « | At the foot of a chain of low sandstone hills stands the Town and Fortress of Gori, (perhaps the Gursenna of Strabo,) the next place in magnitude and importance to Tiflis. The Castle, an oblong, 200 paces in length, placed sixteen fathoms above the level of the Liakhvi, running at the foot of the hill on which it stands, is now abandoned, a Chapel in its South-Eastern angle being the only part in use. | Al peu d'una cadena de pujols baixos de gres es troba el poble i la fortalesa de Gori, (potser el Gursenna d'Estrabó), el següent lloc en magnitud i importància per a Tbilissi. El castell, oblong, de 200 passes de longitud, es va instal·lar setze braces damunt del nivell del gran Liakhvi, corrent al peu del turó on es troba; ara està abandonat, una capella a l'angle del sud-est és l'única part en ús. | » |

La fortalesa de Gori va ser danyada significativament pel terratrèmol de 1920. L'estructura millor conservada és Tskhra-Kara, que mira cap a l'oest, adjacent a les parets suplementàries del sud i l'est.(1)

## Vistes de la fortalesa

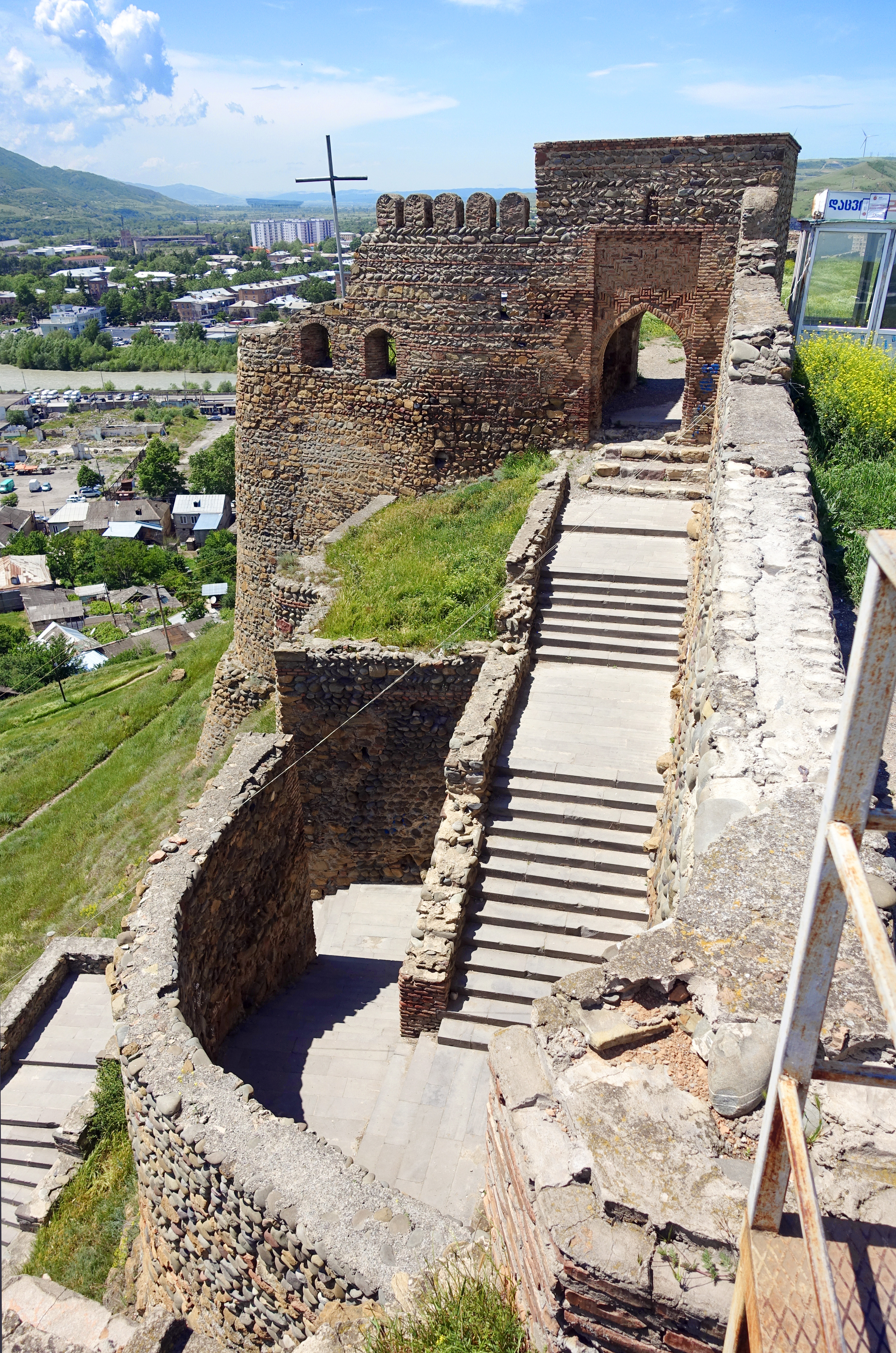
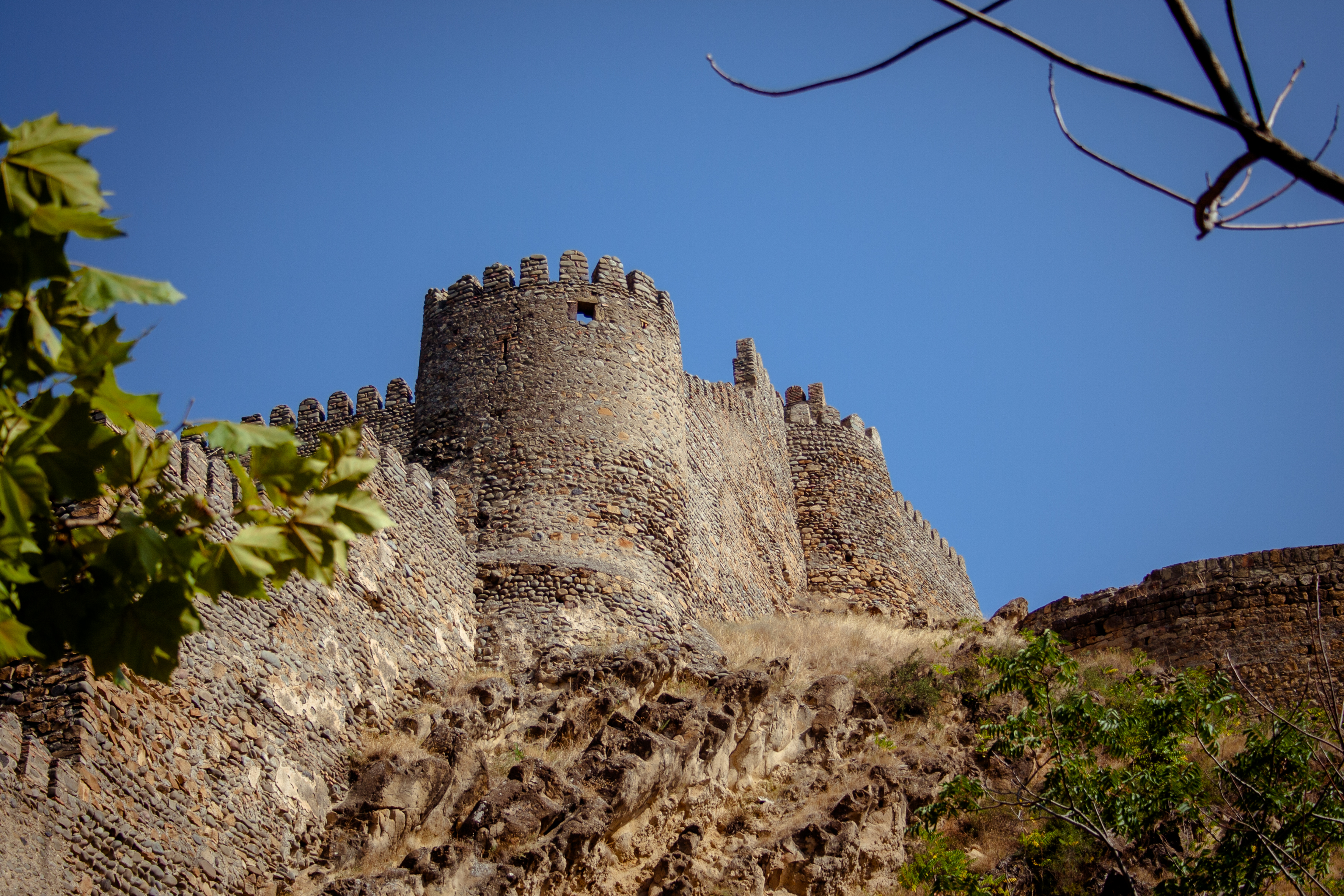
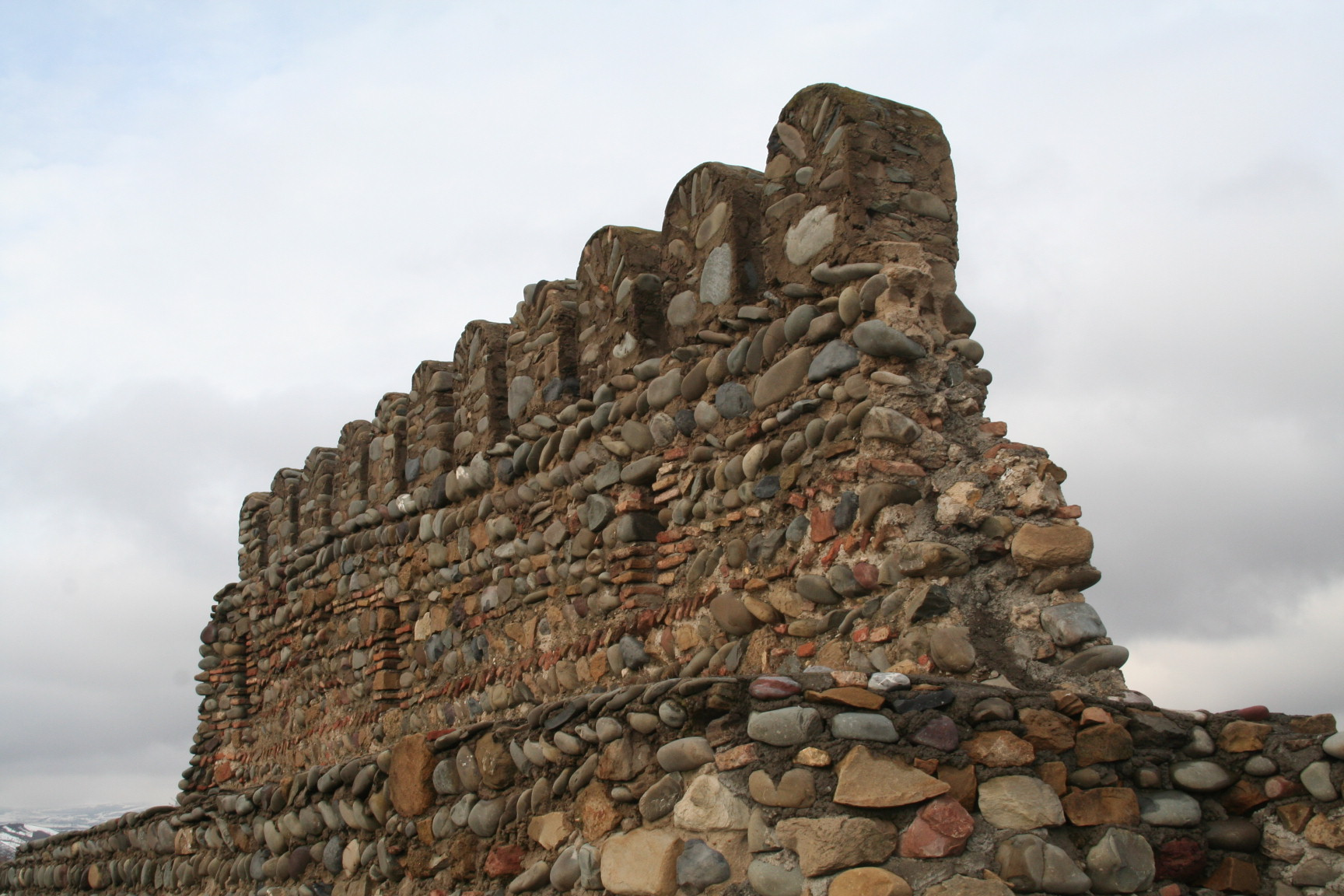
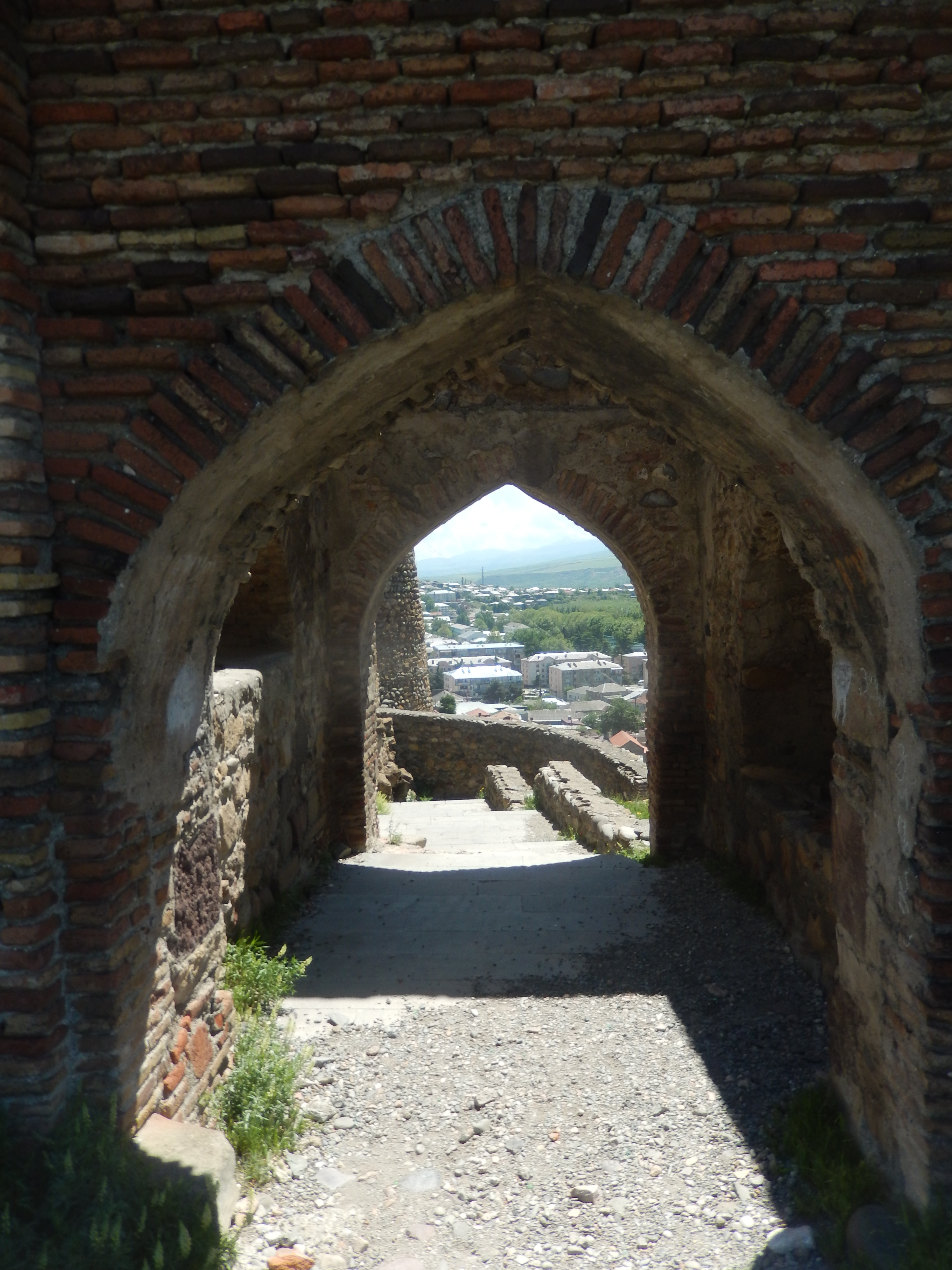